# Boris Alekin
Boris Alekin (russisch Борис Алекин; * 11. April 1904 in Moskau; † 17. März 1942 in Mogiljow) war ein russischer Schauspieler in Deutschland und den USA.

## Leben
Alekin kam infolge der Oktoberrevolution 1921 nach Berlin, wo er zunächst Theater spielte. Nachweisbar sind mehrere Auftritte 1929 (in den Stücken Die Juden, Josef und Trojaner) an der Volksbühne Berlin. Wenig später gab er auch seinen Einstand vor der Kamera.
In den frühen 1930er Jahren ging Alekin mit dem Ensemble des Moskauer Künstlertheater, der sog. Prag-Gruppe, auf Tournee nach Frankreich. 1931 trat man in Paris, im darauffolgenden Jahr im Süden des Landes (unter anderem in Nizza und Cannes) auf. Zu den gegebenen Stücken zählte Der Revisor von Nikolai Gogol. 1932/33 führte ihn eine weitere Gastspielreise nach Riga.
Späterer Gastspiele mit der Prag-Gruppe des Künstlertheaters führten den schmächtigen, schmalen Russen mit dem sanftmütigen Gesicht, den hellblauen Augen und dem gewellten, blonden Haar in den ersten Monaten des Jahres 1935 in die USA. Dort sah man ihn, u. a. auch am Broadway in New York, im Februar/März in den Stücken Der Revisor, Strange Child, The White Guard, Enemies und The Deluge.
Zurück in Deutschland, fand Alekin in der zweiten Hälfte der 1930er Jahre Engagements am Berliner Rose-Theater und am Lustspielhaus unter der Leitung von Ludwig Manfred Lommel. Zeitgleich begann er regelmäßig in Filmen mitzuwirken. Alekin deckte dort das Chargenfach ab, spielte meist untergeordnete Charaktere wie Kellner, Hotelstewards, Kleingauner wie Polizisten und rangniedrige Offiziere. Beim Angriff auf seine alte Heimat im Juni 1941 wurde Alekin sofort eingezogen und als Übersetzer an der Ostfront eingesetzt.
Der viersprachige Alekin (russisch, deutsch, englisch, französisch) starb an Typhus in einem Lazarett in Mohilew. Die Uraufführung seines letzten Filmes, der antisowjetischen  und antibritischen Propaganda Anschlag auf Baku (25. August 1942), hat er nicht mehr erlebt.

## Filmografie (komplett)
- 1930: Troika
- 1936: Menschen ohne Vaterland

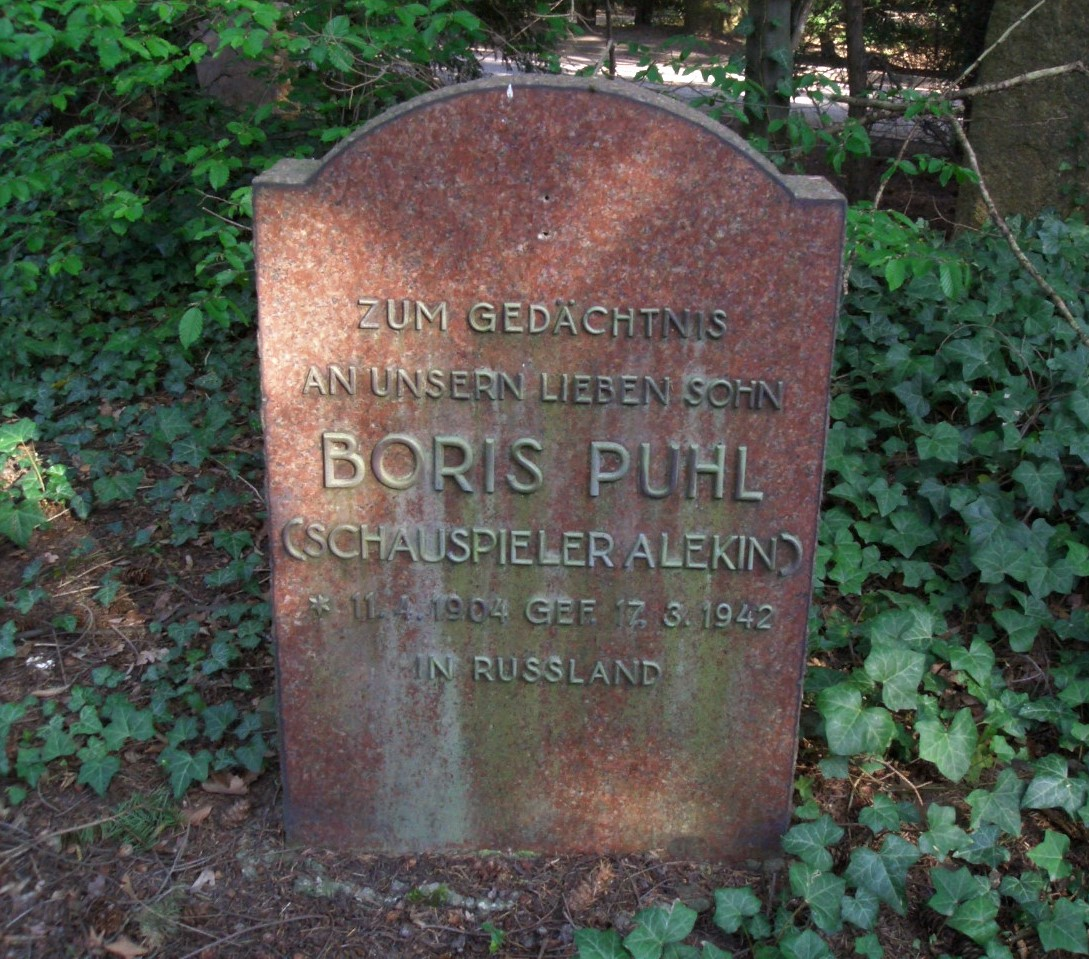
Gedenkstein für Alekin neben dem Familiengrab Puhl, Parkfriedhof Lichterfelde

- 1937: Der Mann, der Sherlock Holmes war
- 1937: La Habanera
- 1937: Zu neuen Ufern
- 1937: Verklungene Melodie
- 1938: Rätsel um Beate
- 1938: Es leuchten die Sterne
- 1939: Zwölf Minuten nach Zwölf
- 1940: Golowin geht durch die Stadt
- 1940: Trenck, der Pandur
- 1941: Friedemann Bach
- 1942: Anschlag auf Baku